# Victoria Donda
Victoria Analía Donda Pérez (sinh năm 1977  tại Buenos Aires, Argentina) là một nhà hoạt động nhân quyền và nhà lập pháp người Argentina. Cô là con gái đầu lòng của một người đã từng bị " biến mất ", sinh ra trong tù, để trở thành thành viên của Quốc hội Argentina. Cô là người phụ nữ trẻ nhất giữ chức vụ đó.

## Tuổi thơ
Cô sinh năm 1977, trong một trại giam khét tiếng khét tiếng có tên ESMA ở Buenos Aires trong khi mẹ cô, María Hilda Pérez de Donda, đã bị " biến mất " vì liên quan đến các nhóm cánh tả. Cha của cô, ông Jose María Laureano Donda, cũng bị giam cầm trong cùng thời gian. Cả hai vẫn biến mất và được cho là đã bị giết trong thời gian đó. Cô là một trong số khoảng 500 trẻ em được sinh ra có bố mẹ các tù nhân chính trị bị biến mất trong Chiến tranh bẩn thỉu của Argentina (1976-1983), người đã bị bắt cóc và đăng ký dưới danh tính giả.
Khi còn bé, Victoria được giao lại cho một gia đình khác, người đã nuôi nấng cô nhưng không bao giờ kể cho cô nghe về cha mẹ ruột của mình. Trường hợp của cô đặc biệt khác thường bởi vì chú ruột của cô, Adolfo Miguel Donda Tigel (anh trai của cha cô), là một sĩ quan hải quân, là một trong những cá nhân chính chịu trách nhiệm về ESMA, và tham gia vào việc bỏ tù, tra tấn và giết chết cha mẹ cô.